# Anna Drach
Anna Drach (geborene Anna Goldmann, geboren am 7. März 1887 in Berlin; gestorben am 28. März 1973 in London) war eine deutsche Krankenschwester und Kommunistin, die im Widerstand gegen den Nationalsozialismus aktiv war.

## Leben
Anna Goldmann wurde am 7. März 1887 in Berlin in eine jüdische Familie geboren. Ihre Eltern waren der Justizrat Eduard Goldmann, der eine Anwaltskanzlei mit Notariat in Berlin führte und seine Frau Rosa Goldmann, geborene Fröschels. Sie hatte einen jüngeren Bruder, Ludwig Goldmann (1891–1941), der ein Schuhgeschäft in Berlin führte, in das Ghetto Minsk deportiert und dort ermordet wurde, sowie zwei jüngere Schwestern: Margarete (* 1888), die ins Ghetto Riga deportiert wurde und dort ermordet wurde, ihr Todesdatum ist unbekannt, und Lisbeth (1895–1988), die überlebte und nach England emigrierte.
Nachdem Goldmann ihre Schulausbildung beendet hatte, wurde sie Krankenschwester und heiratete 1905 den Rechtsanwalt Hugo Lindemann. Nach kurzer Zeit wurde die Ehe geschieden. In zweiter Ehe heiratete sie 1914 den Buchhändler Fritz Drach, auch die Ehe wurde geschieden. Mit Drach, der Kommunist war und als Kommandant am Spartakusaufstand 1919 teilgenommen hatte, hatte sie drei Kinder. Auch ihre Kinder waren im Widerstand aktiv. Anna Drach wurde ebenfalls Kommunistin. Sie wurde festgenommen, als sie 1933 am Bahnhof Berlin-Köpenick Flugblätter verteilt hatte, die zu einem Generalstreik gegen die Nationalsozialisten aufriefen. Im anschließenden Prozess wurde sie vor dem Amtsgericht Mohabit zu vier Monaten Haft im Frauengefängnis Barnimstraße verurteilt. Ihr Sohn Hans Drach der 1914 in Genf geboren worden war, wurde ebenfalls Kommunist, zunächst emigrierte er in die Sowjetunion, wurde dann an die Nazis ausgeliefert und starb im Dezember 1941 im KZ Niederhagen. Ihre Tochter Rosa wurde 1912 in Annemasse in Frankreich, nahe der Schweizer Stadt Genf geboren. Sie wurde wie Anna Drach Krankenschwester und auch sie wurde wie ihre Mutter wegen „Verschwörung zum Verrat“ zu einer Gefängnisstrafe verurteilt. Nach der Haft gelang ihr die Flucht nach England, dort lebte sie bis zu ihrem Tod. Ihr Sohn Thomas, der 1916 in München geboren wurde, nannte sich später Gideon. Er emigrierte in die Niederlande und schloss sich dort dem Widerstand an. Er wurde im Durchgangslager Westerbork inhaftiert und entging der Deportation in das KZ Auschwitz. Gideon Drach heiratete und emigrierte nach dem Krieg mit seiner Frau nach Israel, wo er 1990 starb.
Als Krankenschwester am jüdischen Krankenhaus musste sie auch bei der Essensversorgung der Sammellager helfen. Es ist nicht bekannt, ob sie dort auch ihren Bruder traf. Drach versuchte durch den Wechsel ihres Wohnsitzes einer Festnahme zu entgehen. Sie zog an die 20-mal um. Dabei unterstützte sie auch andere, untergetauchte Juden und Jüdinnen. Als im März 1943 das Personal des jüdischen Krankenhauses deportiert werden sollte, wurde sie von der Gestapo festgenommen und in ein Sammellager gebracht. Durch Luftangriffe wurde die Deportation zunächst verschoben und die Gefangenen wurden zur Beseitigung des Schutts eingesetzt. Dabei gelang Anna Drach die Flucht. Später sagte sie darüber: „Ich handelte wie in Trance. (…) Ich füllte einen Eimer mit Schutt (…) schüttete ihn aber nicht aus, sondern stellte ihn hin und legte meinen Stern oben drauf. Dann ging ich langsam weiter. (…) Ich hatte kein Geld, alles, was ich besaß, war eine alte Wochenkarte der S-Bahn. (…) Ich fuhr direkt zu Freunden.“
Mit Hilfe dieser Freunde, zu denen auch Dorothee und Harald Poelchau gehörten, konnte sie die Nazizeit überleben und emigrierte 1947 nach London. Dort lebte sie bis zu ihrem Tod am 28. März 1973.